# Cleptocaccobius morettoi
Cleptocaccobius morettoi là một loài bọ cánh cứng trong họ Bọ hung (Scarabaeidae).